# Stocksee
Stocksee là một đô thị ở huyện Segeberg, bang Schleswig-Holstein Segeberg, ở bang Schleswig-Holstein, Đức. Đô thị Stocksee có diện tích 11,38 km², dân số thời điểm ngày 31 tháng 12 năm 2006 là 434 người.